# 김혜림 (1993년)
라임(본명 : 김혜림, 1993년 1월 19일 ~ )은 대한민국의 래퍼이다.